# أويل سيتي
أويل سيتي (بالإنجليزية: Oil City, Pennsylvania)‏ هي مدينة تقع في مقاطعة فينانغو (بنسيلفانيا) بولاية بنسيلفانيا في الولايات المتحدة. تبلغ مساحة هذه المدينة 12.3 (كم²)، بلغ عدد سكانها 10557 نسمة في عام 2010 حسب إحصاء مكتب تعداد الولايات المتحدة.

## الموقع الجغرافي
الموقع الجغرافي للمناطق المحيطة بهذه النقطة هو كالتالي:

## أعلام
- ودي جاكسون
- مليندا هيل
- جوزيف ليفي
- رونالد بلاك
- دستي ميلر

## وصلات خارجية
- www.oilcity.org
- The US50 - Cities and Towns in Pennsylvania State

قالب:مدن بنسيلفانيا